# Zderaz
Zderaz è un comune della Repubblica Ceca facente parte del distretto di Chrudim, nella regione di Pardubice.